# 9. Kurentovanje (1969)
Kurentovanje 1969 je bil deveti uradni ptujski karneval, 16. februarja, na pustno nedeljo.
Čeprav so pričakovali vsaj 20,000 obiskovalev, je prireditev zmotil močan snežni metež in posledično je bil tudi obisk tako dopoldan kot popoldan skromen. Sicer pa je bila organizacija pod taktirko FD Ptuj najboljša doslej. Dopoldan etnografski sprevod tokrat kot običajno letos izjemoma ni potekal na mestnem stadionu, pač pa v starem mestnem jedru, tako kot popoldanski karnevalski sprevod vselej dotlej.
Prav vse obiskovalce je navdušila zmagovalna skupina vozil, ogromna "Vesoljska ladja" podjetja Pleskar.
To je bilo najbolj sneženo Kurentovanje v zgodovini, saj je tisti dan zapadlo kar 66 centimetrov.

## Spored

### Dopoldanski prikaz etnografskih likov
Ob 10. uri po mestnih ulicah:
- Pokači, koranti, kopjaši in kmečke gostije
- Orači
- Rusa in drugi pustni liki
- Ploharji (Cirkovce)
- Borovo gostivanje
- Maškure (Turčišće pri Čakovcu)
- Laufarji (Cerkno)
- Šelmarji (Kostanjevica na Krki)
- Koranti
- Pogrebci (Hajdoše)

### Popoldanski sprevod karnevalskih skupin
Ob 14. uri po mestnih ulicah:
- Ptujska mestna godba
- Godba Kidričevo (moške pižame)
- Osnovne šole (Indijanci, Kavboji, Vitezi, The Beatles, Lukarice, Čarovnice, Pozvačin, Posebna skupina Kitajcev, Veseli škrjančki, Košare...)
- Dekliška garda z godbo na pihali (Deutschlandsberg iz Avstrije)
- Vesoljska ladja (Pleskar)
- Komunalna taksa - zasedanje sodišča (Panonija)
- Novi uvoznik (Merkur)
- Dornavski cigani
- Razvoj srajc (Delta)
- Gradnje Opekarne
- Elektrokovinar
- Sigma
- Poetovio (Komunala, Snaga odraz mehanizacije)
- Slovenske Gorice (pogreb ptujskih pekarn)

## Nagrade
Člani komisije so bili Stane Slanič (predsednik) ter Tone Purg in Jože Vrabl (oba člana). Ocenjevali so duhovitost, izvirnost, vlogo lika ali skupine, množičnost, opravo, disciplino in splošni vtis. Komisija je iz nagrajevanja izločila tiste skupine vozil, ki so bile izrazito propagandnega značaja. Skupaj je bilo razdeljenih za 690,000 S dinarjev nagrad (18 x 100,000 S dinarjev za skupine, po 10,000 dinarjev pa za posameznike in manjše skupine).

### A. Šolske skupine
| Nastopajoči                                                                                 | Nagrada         |
| ------------------------------------------------------------------------------------------- | --------------- |
| OŠ Franca Osojnika                                                                          | 10,000 dinarjev |
| OŠ Toneta Žnidaršiča                                                                        | 10,000 dinarjev |
| Košare (šmarnica, jabolčnik, kvinton) Pozvačin - posebna skupina Kitajcev, veseli škrjančki |                 |

### B. Motorizirane skupine na vozilih
| Nastopajoči                        | Nagrada          |
| ---------------------------------- | ---------------- |
| Vesoljska ladja (Pleskar)          | 100,000 dinarjev |
| Komunalna taksa (Panonija)         | 100,000 dinarjev |
| Novi uvoznik (Merkur)              | 100,000 dinarjev |
| Cigani (Dornava)                   | 100,000 dinarjev |
| Razvoj srajc (Delta)               | 100,000 dinarjev |
| Gradnje Opekarne                   | 100,000 dinarjev |
| Elektrokovinar                     | 100,000 dinarjev |
| Sigma                              | 100,000 dinarjev |
| Komunala (Poetovio)                | 100,000 dinarjev |
| Ptujske pekarne (Slovenske gorice) | 100,000 dinarjev |

## Trasa

### Mednarodna karnevalska povorka
- Mladika (start) – Čučkova – Osojnikova – Ciril Metodov drevored – Ljutomerska (Potrčeva)...

## Ostale prireditve
Organizirano izven uradnega enodnevnega Kurentovanja. 

### Otroška maškarada
17. februarja, na pustni ponedeljek popoldan, je bila v dvorani v Narodnem domu Ptuj na sporedu otroška maškarada.